# عمر سعيد بارحيم
عمر سعيد بارحيم (1935 - 2022) هو أول طبيبٍ وجراحٍ حضرمي، وعميد الأطباء في حضرموت. بدأ مشواره العملي في مهنة الطب عام 1962م في ظل السلطنة القعيطية وكان أول طبيبٍ للسلطنة.

## حياته
ولد بارحيم في المكلا، وتلقى تعليمة الأساسي فيها وكانت تسمى المدرسة الابتدائية ومدتها أربع سنوات. ثم انتقل الى المدرسة الوسطى في غيل باوزير والتي تعد بمثابة جامعة التخصصات العلمية، وكانت الدراسة فيها باللغة الإنجليزية. نال منحة دراسية إلى مصر (المملكة المصرية آنذاك في عهد الملك فاروق). حيث درس بالمدرسة الثانوية في حلوان في الخمسينيات، ونظراً لتفوقه تمكن من دخول كلية الطب جامعة عين شمس، ونال شهادة البكالوريوس في الطب منها عام 1961م. عاد بعدها إلى حضرموت ليعمل طبيباً في عهد السلطنة القعيطية وعمل فيها لمدة أربع سنوات ثم رشح للبعثة إلى بريطانيا في منحة دراسية للتخصص في الجراحة العامة عام 1967م، في الكلية الملكية للجراحين بلندن، فقد أخذ تمريناً كافياً في الجراحة في عدة مستشفيات في بريطانيا، حيث مكث فيها عدة سنوات، ودرس خلالها تخصص الجراحة العامة.
بعدها عاد الى المكلا ليكون الطبيب الجراح الأول في عهد السلطنة القعيطية، فأجرى جميع العمليات الجراحية العامة وعمليات النساء والولادة وجراحة العظام والمسالك البولية وجراحة الأنف والأذن والحنجرة في مستشفى باشراحيل (مستشفى المكلا) وأيضاً في مستشفى ابن سينا بعد عام 1989م. عمل بارحيم طبيباً وجراحاً ومحاضرًا ورئيس قسم الجراحة العامة بمستشفى المكلا ومن ثم ابن سينا التعليمي، وكان من مؤسسين "اللجنة الطبية للعلاج في الخارج" ومستشارًا أيضًا لبعض شركات التأمين كالمعاشات لتقييم حالات المعاشات ومستشارًا للشركة اليمنية للتأمين وإعادة التأمين، ومستشارًا في جمعية المساندة للتربية والصحة بحضرموت. بدأ العمل في 1962م فكان رئيسًا لقسم الجراحة العامة وظل كذلك حتى تقاعد في 1995م.
نال عدة شهادات تقديرية وميدالية ذهبية من المحافظ محمود عبدالله عراسي، وكان الطبيب الوحيد الذي نال هذه الميدالية تقديراً لما قدمه من خدمات في مجال الطب بالمستشفى الوحيد في المدينة.

## مناصب
- أول رئيس لقسم الجراحة العامة في مستفى المكلا.
- مؤسس للجنة العليا لعلاج المرضى في الخارج 1974م.
- ممثل لوزارة الصحة في استجلاب الأطباء الأخصائيين الهنود للعمل في حضرموت.
- محاضرًا في المعهد الصحي.
- عضوًا في وفود طبية الى الخارج.
- عضوًا في لجنة الفحص الطبي للتجنيد في السبعينيات.
- عضو في مجلس جامعة حضرموت 2014/2015م.

## وفاته
توفي في 25 مارس 2022 ميلاديًا الموافق 22 شعبان 1443 هجريًا، عن عمرٍ ناهز 87 عامًا.

## روابط خارجية
- العماري، صلاح (29 سبتمبر 2005). "يرفض الحديث ويفضل العمل.. "الأيام" تحاور أحد أعلام حضرموت وأول طبيب وجراح حضرمي ما يزال يزاول مهنة الطب الدكتور عمر سعيد بارحيم". الأيام. مؤرشف من الأصل في 2024-01-02. اطلع عليه بتاريخ 2024-01-12.